# 스위스 종교개혁

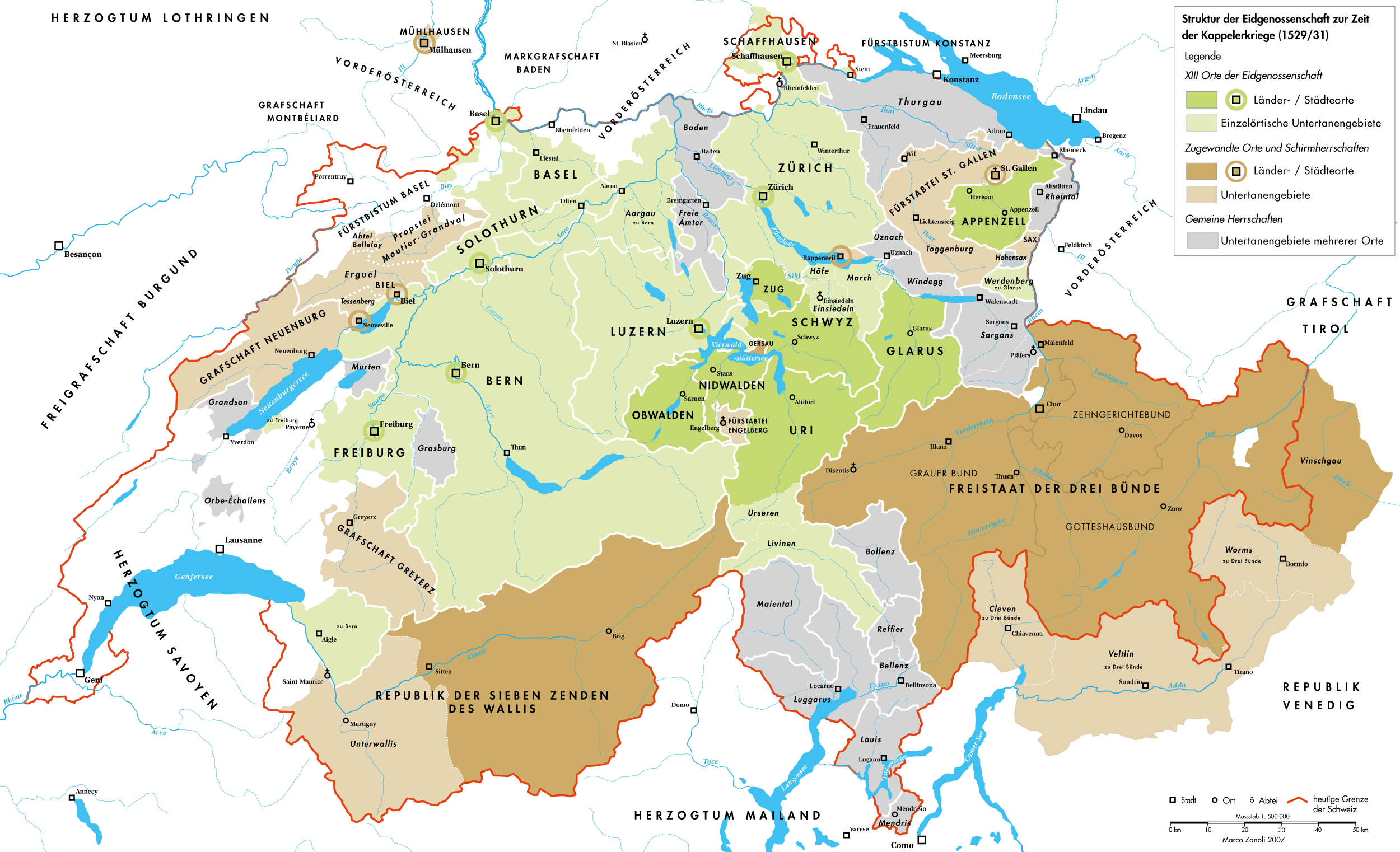
1530년 13개 연방주(그린), 분리된 지역들(엷은 그린), 공동통치(회색), 협력주(브라운)

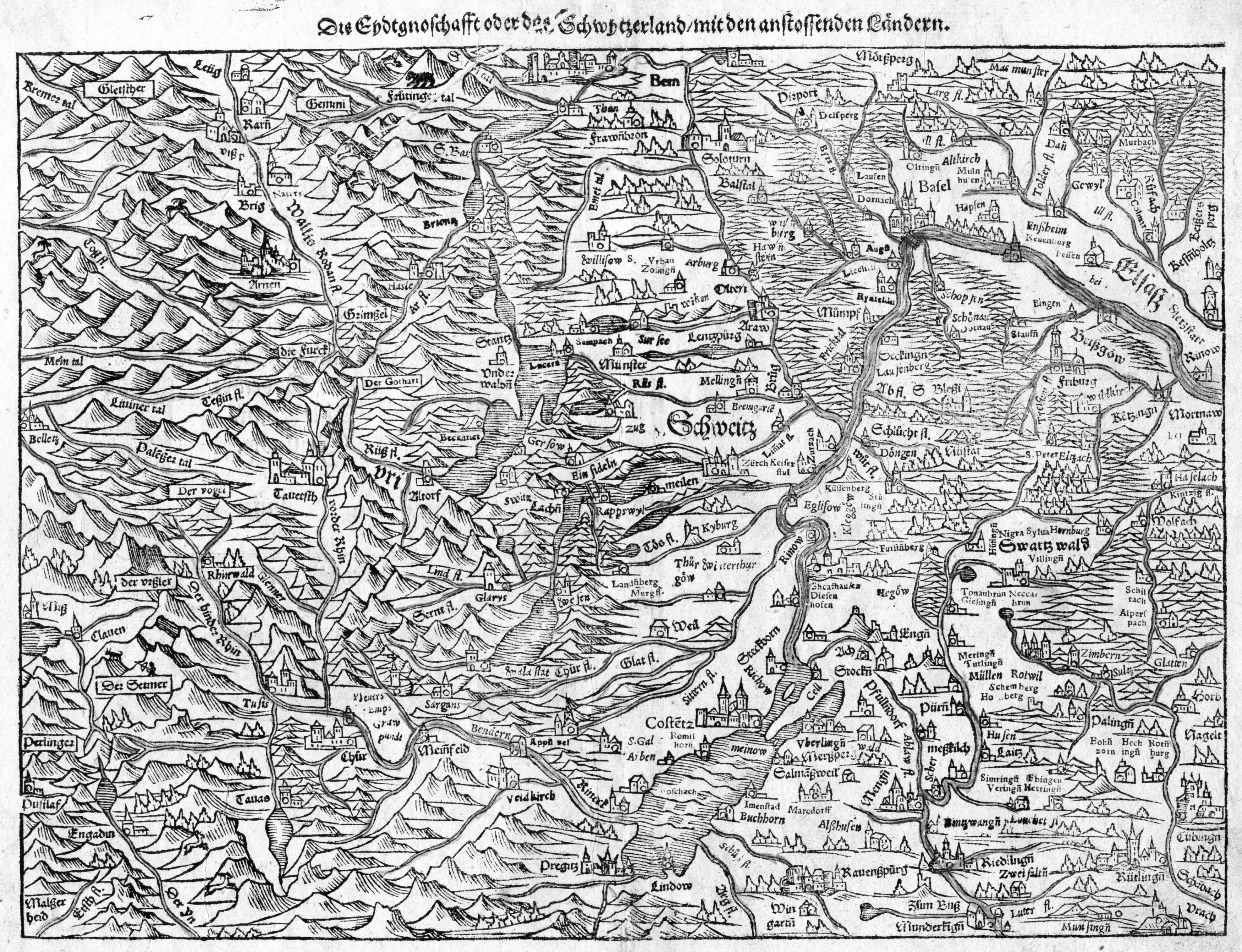
스위스 연방지도, 세바스티안 뮌스터

스위스 종교개혁 (Reformation in Switzerland)은 1519년 1월 1일 츠빙글리가 스위스 취리히의 그로스뮌스터 교회에서 첫번째 설교를 한 것으로 시작되었으며, 1523년 1월 29일 취리히 시의회에서 열린 로마카톨릭 교회와의 토론회에서 츠빙글리가 67개 조문을 발표한 뒤 취리히 (Zürich)의 시행정관 마르크 로이스트(Mark Reust)가 토론회장 밖으로 나와 취리히 시민들에게 울리히 츠빙글리 (Ulrich Zwingli) 지지 성명을 발표하면서 스위스 전국으로 퍼지게 되었다. 그것은 취리히에서 시민 생활과 국가 문제에 상당한 변화를 가져 왔으며 구스위스 연방의 몇몇 다른 주들로 확장되었다. 일곱 주 (cantons)는 로마 가톨릭으로 남아 있었으며, 카펠 전쟁으로 알려진 주(州) 간 전쟁을 일으켰다. 1531년 가톨릭 주들의 승리 이후 일부 지역에서는 반종교개혁 운동 정책을 추진했다. 카톨릭과 프로테스탄트 주 (州) 사이의 분열과 불신은 그들의 내부 정치를 제한시켰으며, 18세기까지 모든 일반 외교 정책까지 마비시켰다.
프랑스의 종교전쟁인 위그노 전쟁때에도 양쪽 군대들이 서로 싸웠다. 30년 전쟁시에도 13개 주는 유럽의 권력자들이 라이슬로이퍼들을 의존하려고 했기 때문에 부분적으로 중립성을 유지하려고 했다.

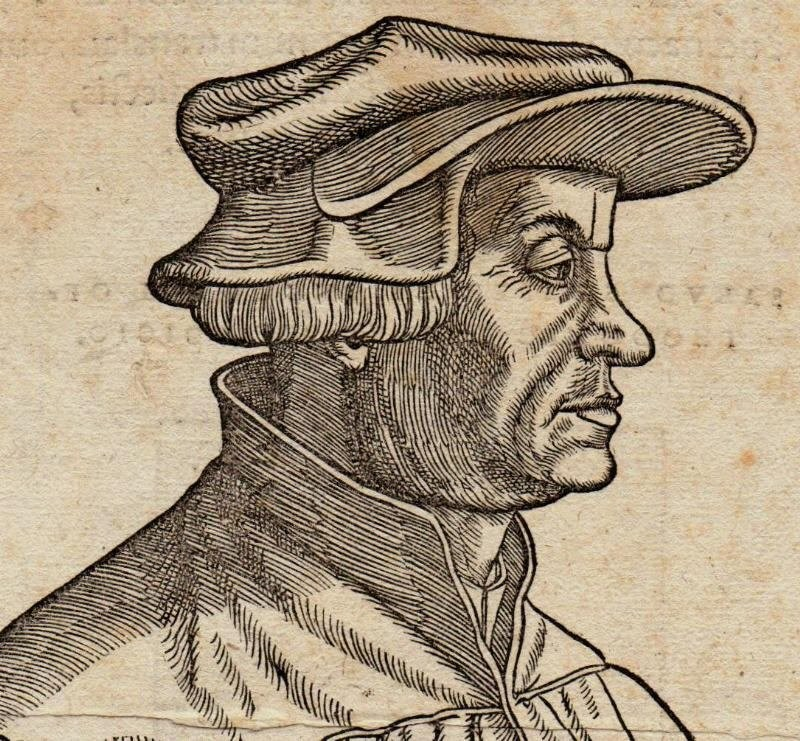
1531년 츠빙글리 목판.
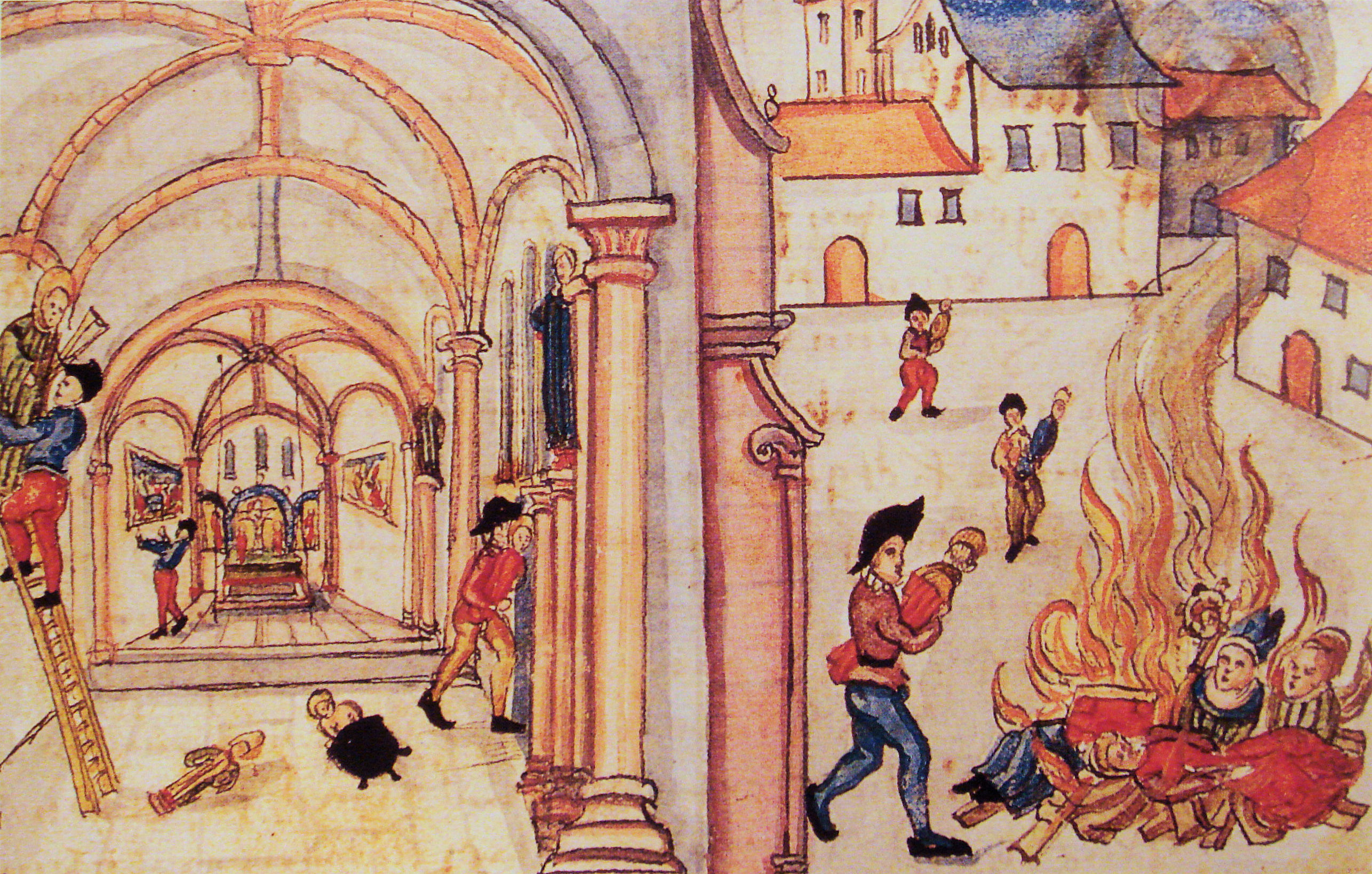
성상 파괴 운동, 1524년
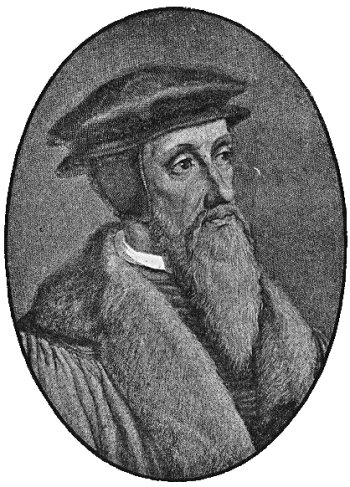
존 칼빈
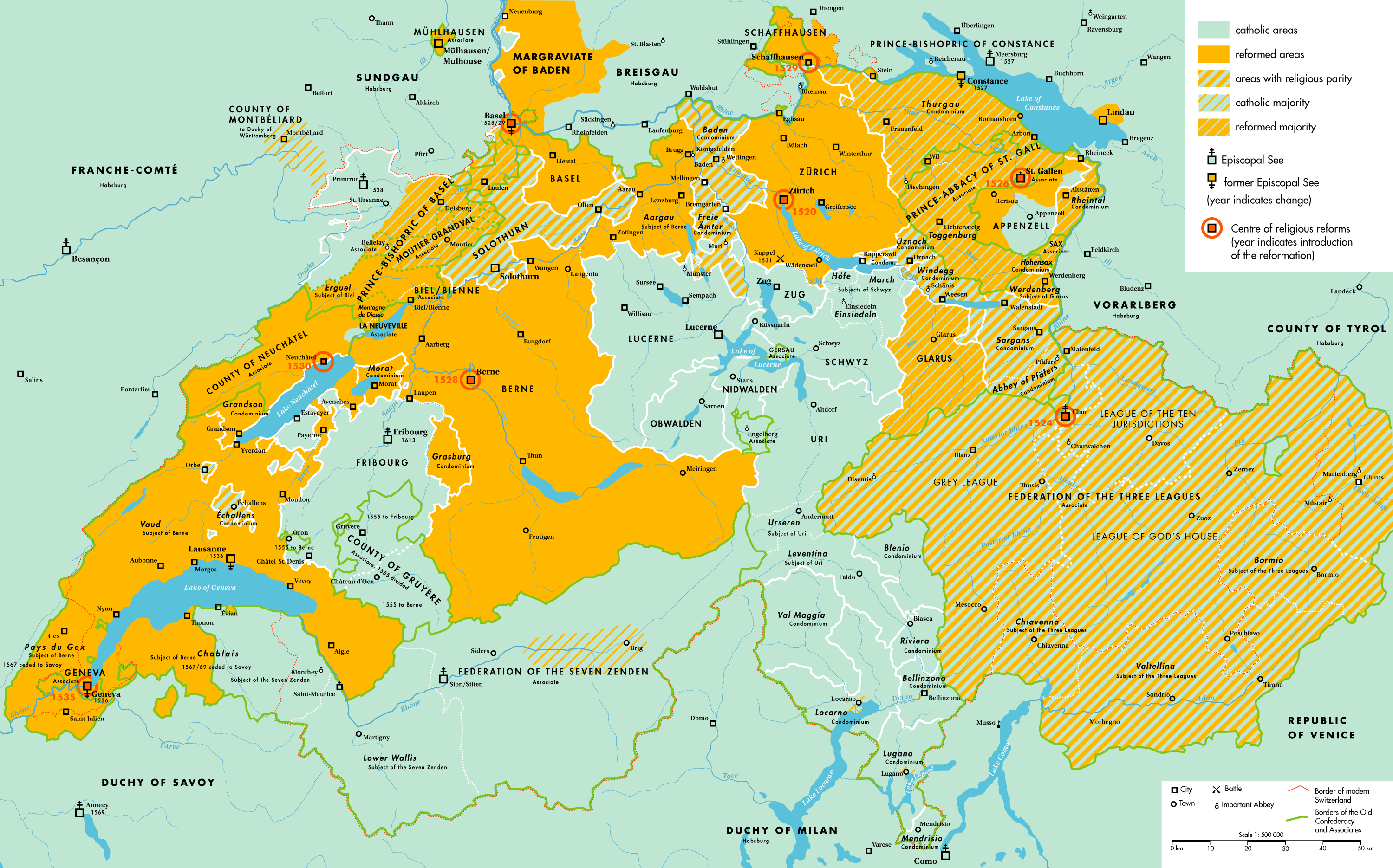
1536년 구스위스 연방 지도 종교적 분열을 보여준다.
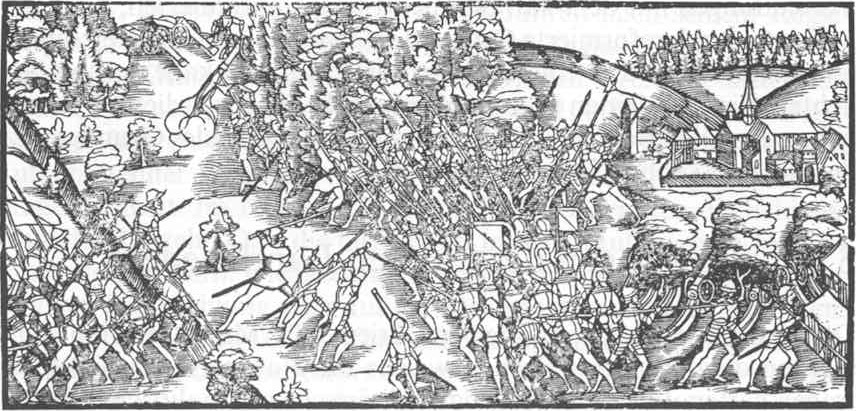
카펠 전쟁에서 패배한 취리히 군대

## 추가 자료
- Gordon,브루스. 스위스 종교 개혁니다. 맨체스터 대학의 Press,2002. ISBN 978-0-7190-5118-0니다.
- Miller,앤드류. 밀러의 교회 역사입니다. 1880. 장 41 니다.
- Gilbert,W.: 르네상스 그리고 종교개혁 보관됨 2006-05-31 - 웨이백 머신니다. University of Kansas,Lawrence,Kansas:캐리,1998.
- 운,James M.: 의 역사 스위스/최초 100,000년 전에 시작하는 일 현재,사회학술진흥&장학금,팔로 알토 1986. ISBN 0-930664-06-X니다.
- Ranan,데이비드습니다. Double Cross–코드의 가톨릭 교회입니다. 테오 눌러 주식 회사,2006. ISBN 978-0-9554133-0-8
- 버넷,에이미는 넬슨과 Campi,Emidio(eds.). 동반자 스위스 종교개혁,Leiden-보스턴:Brill,2016. ISBN 978-90-04-30102-3

## 같이 보기
- 취리히 종교개혁
- 카펠 전쟁